# فرشاة كربونية

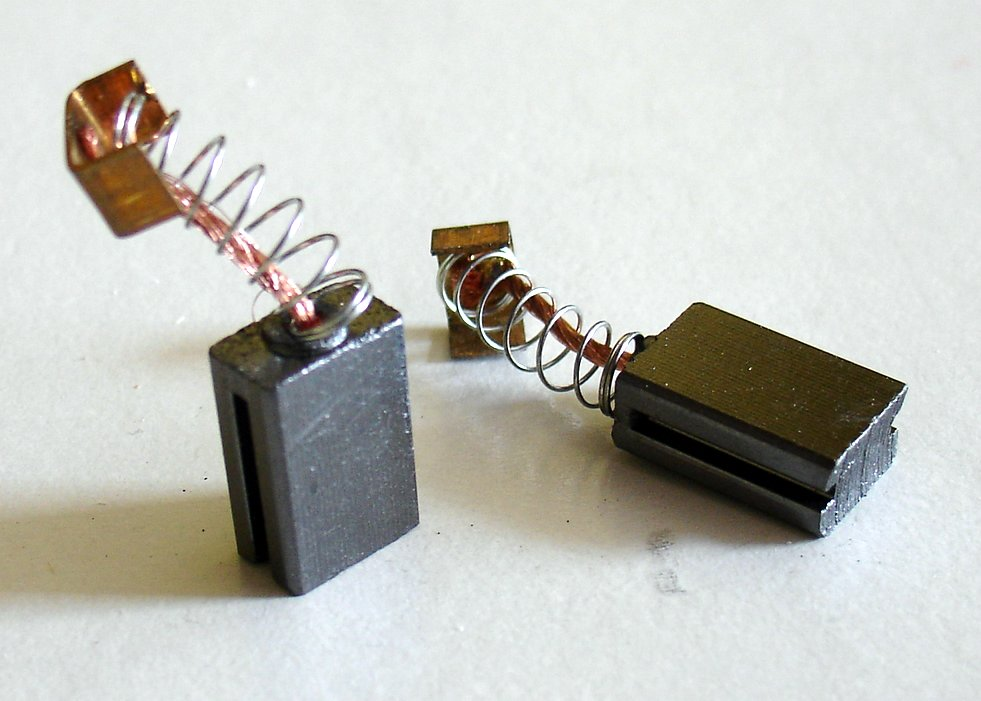
زوج من فرش الكربون

الفرشاة الكربونية (بإلانجليزية: Brush Carbon) هي عبارة عن وسيط او وسيلة اتصال كهربائية تقوم بتوصيل التيار بين الأسلاك الثابتة والأجزاء المتحركة، والأكثر شيوعًا في عمود دوار. وتشمل التطبيقات النموذجية المحركات الكهربائية والمولدات والمولدات الكهربائية. يعتمد العمر الافتراضي لفرشاة الكربون على مقدار استخدام المحرك ومقدار الطاقة التي يتم وضعها من خلال المحرك. 

## علم أصول الكلمات
لكي تعمل أنواع معينة من المحركات أو المولدات الكهربائية، يجب توصيل ملفات الدوار لإكمال الدائرة الكهربائية. تم تحقيق ذلك في الأصل عن طريق تثبيت مبدل التيار النحاسي أو النحاسي الاصفر أو "حلقة الانزلاق [الإنجليزية]حلقة الانزلاق" على العمود، مع ضغط النوابض على "فرش" الأسلاك النحاسية المضفرة على حلقات الانزلاق [الإنجليزية] أو المبادل الكهربائي الذي يوصل التيار. مثل هذه الفرش تكون مقوسة، وحتى ملحومة أثناء دوران المبادل الكهربائي، لأن الفرشاة تقصر تقصر دائرة الأجزاء المجاورة.
كان الحل هو إدخال "فرش عالية المقاومة " مصنوعة من الجرافيت (أحيانًا مع إضافة النحاس). على الرغم من أن المقاومة كانت في حدود عشرات الملي أوم، إلا أنها كانت مقاومة عالية بما يكفي لتوفير تحول تدريجي للتيار من مقطع مبدل إلى آخر.
تتوفر فرش الكربون في أربع فئات رئيسية: جرافيت الكربون (carbon graphite)، واليكتروجرافيك (electrographitic)، والجرافيت العادي، والجرافيت المعدني (metal graphite) .  يبقى مصطلح الفرشاة قيد الاستخدام. وبما أن الفرش تبلى، فيمكن استبدالها بمنتجات مخصصة للسماح بالصيانة.
خلال الحرب العالمية الثانية، كانت مولدات الطائرات على ارتفاعات عالية تتآكل بسرعة كبيرة للفرشاة، مما يتطلب إعادة التركيب الكيميائي للفرشاة من أجل عمر مقبول.
ويجري حاليا تطوير فرش الألياف المعدنية.  ربما تتمتع بمزايا مقارنة بتكنولوجيا الفرشاة الحالية، لكنها لم تشهد تطبيقًا واسع النطاق بعد.

## عملية التصنيع

### خلط المكونات
يعتمد التركيب الدقيق للفرشاة على نوع التطبيق. الفرشاة المكونة من مسحوق الجرافيت/الكربون هي الشائعة. يستخدم النحاس لتحسين التوصيل (نادرًا في تطبيقات التيار المتردد). من أجل تحقيق أقصى قدر من التوصيل الكهربائي والقوة الخضراء [الإنجليزية]، يتم استخدام مسحوق النحاس عالي التغصن (التحليل الكهربائي).  يتم خلط المواد الرابطة ، ومعظمها من الفينول أو غيرها من الراتنجات أو القار، بحيث يحافظ المسحوق على شكله عند ضغطه. وتشمل الإضافات الأخرى مساحيق معدنية، ومواد تشحيم صلبة مثل (MoS2) و(WS). هناك حاجة إلى الكثير من المعرفة والبحث من أجل تحديد خليط درجة الفرشاة لكل نوع من التطبيق أو المحرك.

### ضغط الخليط
يتم ضغط مركب الفرشاة في أداة تتكون من أداة ثقب علوية وسفلية وقالب، على مكابس ميكانيكية أو هيدروليكية. في هذه الخطوة، اعتمادًا على المعالجة اللاحقة، يمكن إدخال السلك النحاسي (يسمى سلك التحويل) تلقائيًا من خلال فتحة في المثقاب العلوي وتثبيته في كتلة الفرشاة المضغوطة بواسطة المسحوق المضغوط حولها. عادة ما يتم تنفيذ هذه العملية، التي تسمى (الدك-amping)، باستخدام مسحوق النحاس الإلكتروليتي، واحيانًا مع طلاء الفضة لبعض التطبيقات عالية الأداء.  بعد هذه العملية، تظل الفرشاة هشة للغاية وتسمى في المصطلحات المهنية "الفرشاة الخضراء".

### إطلاق الفرش الخضراء
يتبع ذلك المعالجة الحرارية لـ "الفرش الخضراء" تحت جو صناعي (عادةً الهيدروجين والنيتروجين ). درجات الحرارة تصل إلى 1200 °C درجة مئوية. وتسمى هذه العملية تلبيد أو الخبز. أثناء التلبيد، إما أن تحترق المواد الرابطة أو تتفحم وتشكل بنية بلورية بين الكربون والنحاس والمواد المضافة الأخرى.  يتبع الخبز عملية الجرافيت (المعالجة الحرارية). يتم تحويل المعالجة الحرارية بواسطة منحنى درجة الحرارة المحدد بدقة لكل خليط من المواد. إلى جانب تركيبة الخليط، فإن منحنى درجة الحرارة المستخدم هو "السر" الكبير الثاني لكل شركة مصنعة للفرشاة. بعد المعالجة الحرارية، يتم تعديل هيكل الفرشاة بطريقة تجعل تقليد الفرشاة شبه مستحيل بالنسبة للشركات المنافسة.

### العمليات الثانوية
يؤدي التلبيد إلى انكماش الفرش وانحناءها. يجب أن تكون الأرض إلى الشكل الصافي. تستخدم بعض الشركات معالجات إضافية لجعل الفرشاة أكثر متانة عن طريق طرق مثل تشريب سطح الجري(running surface) بزيوت خاصة وراتنجات وشحوم. 
يتطلب تصنيع فرش الكربون معرفة متعمقة بالمواد والخبرة في تركيبات الخليط. يمكن للتغييرات الصغيرة جدًا في محتويات الفرشاة بنسبة قليلة فقط من المكونات حسب الوزن أن تغير بشكل كبير خصائص الفرش في تطبيقاتها. لا يوجد سوى عدد قليل من شركات تطوير الفرش في العالم، والتي تتخصص في الغالب في أنواع معينة من الفرش.
تعتبر فرش الكربون واحدة من الأجزاء الأقل تكلفة في المحرك الكهربائي. من ناحية أخرى، فهي عادة ما تكون الجزء الرئيسي الذي يوفر المتانة "مدة الحياة او العمر الافتراضي" والأداء للمحرك الذي يتم استخدامه فيه. يتطلب إنتاجها اهتمامًا كبيرًا بمراقبة الجودة ومراقبة عملية الإنتاج في جميع خطوات عملية الإنتاج.

## فرش معدنية سائلة
من وقت لآخر يتم دراسة استخدام المعادن السائلة [الإنجليزية] لإجراء الاتصالات. تشمل عيوب هذا النهج الحاجة إلى احتواء المعدن السائل (لأنه عادة ما يكون سامًا أو مسببًا للتآكل) وفقدان الطاقة بسبب الحث والاضطراب.

## أنظر أيضًا
- مبدل